# Райя (Дисней)
Райя (англ. Raya) — главная героиня полнометражного компьютерно-анимационного фильма студии Disney «Райя и последний дракон», созданная сценаристом Аделе Лим. Её озвучила американская актриса Келли Мэри Трэн, а в русском дубляже — актриса театра и кино Марина Александрова.
Райя — дочь вождя племени Сердца и принцесса-воительница, которая назначена стражем драконьего камня. Когда драгоценный камень разбирается на куски, монстры, известные как Друуны, освобождаются, чтобы угрожать земле Кумандры и превращают всех людей, включая отца Райи, в камень. Вскоре она путешествует через Кумандру с последним оставшимся драконом, Сису, и Тук Тук, помесью броненосца и жука-пилюли, чтобы получить куски камня и использовать его силу, чтобы победить Друунов, одновременно заводя друзей. Райя также соперничает с Намаари, которая также является принцессой-воином из племени Клыков.
Райя является тринадцатой официальной диснеевской принцессой.

## Создание

### Личность
Райя — упрямая девушка, зрелая и мудрая для человека своего возраста. Она — очень способный человек, и показано, что она легко адаптируется к ситуациям вокруг неё. Несмотря на свою зрелость, она сохраняет чувство юмора и иногда проявляет немного игривости, когда появляется такой момент. Она глубоко заботится о своём отце и имеет сильную эмоциональную привязанность к определённым людям, которых она считает своими друзьями. Её самым большим недостатком является её неспособность доверять другим. За исключением Сису, многие из её новых союзников сразу же считаются подозрительными или зловещими в её глазах. Со временем она учится преодолевать эти проблемы и может видеть, когда кто-то действительно хорош. Райя — очень сосредоточенная личность, и она полна решимости досмотреть всё до конца.

### Персонаж
Персонаж был анимирован Аделе Лим.

### Озвучивание
Райю озвучивает американская актриса Келли Мэри Трэн.
Первоначально на озвучивание была выбрана канадская актриса Кэсси Стил, однако из-за творческих изменений, связанных с сюжетной линией, её в конечном итоге заменила Тран.

## Реакция и наследие

### Критика
Глен Уэлдон из NPR назвал Райю «самой убедительной, самой сочувствующей и самой многослойной диснеевской принцессой в долгой истории компании». Ричард Роупер из Chicago Sun-Times похвалил Райю за продолжение 21-й традиции быть ещё одной диснеевской принцессой, которая является «сильной и независимой женской моделью для подражания» и «молодым воином». Питер Дебрюж из Variety также похвалил Райю, поскольку она «представляет новую волну диснеевской героини: сильную, независимую и более бесстрашную, чем молодые люди, которые часто выполняют такие роли в игровых фильмах». В своей рецензии для Los Angeles Times Джастин Чанг написал, что Трэн озвучила Райю со «смелостью и решимостью», а также отметил сходство персонажа с героинями XXI века, такими как Моана и Эльза, сказав: «Райя имеет ввиду больше, чем романтика или даже самореализация», а также добавив, что «в отличие от них, у неё даже нет времени на песню». Г. Аллен Джонсон из San Francisco Chronicle сказал, что Райя привнесла в сюжет фильма «огненное поведение и праведную страсть». В 2022 году Мэтью Стюарт и Пол Шихан из Gold Derby поставили Райю на четвертое место в списке лучших диснеевских принцесс, сказав, что персонаж «заслуживает включения не только из-за её родословной (как дочери вождя сердца Кумандры), но и потому, что она проявляет глубокое чувство морали и гуманизма. Поскольку жадность и дерзость пронизывают её континент, она никогда не колеблется в своей борьбе за мир». Зои Роуз Брайант из Loud and Clear Reviews похвалила глубину персонажа и выступление Трэн, сказав, что Трэн дала Райе «вдохновляющий дух, [в то же время] также эффективно воплощающий весь спектр её эмоций». Брайан Таллерико написал в своей рецензии для RogerEbert.com, что озвучка Трэн принесла «правильное сочетание уязвимости и силы» персонажу. Брайан Труитт из USA Today также похвалил озвучку Трэн: «Она хорошо ориентируется в светлых и тёмных сторонах персонажа, хотя её голос работает намного лучше для старшей Райи, чем для её младшей „я”». В своей рецензии для The Hollywood Reporter Инку Кан сказала, что Трэн исполнила «идеальную игру» в роли Райи.

### Награды и номинации
| Год  | Премия                                                    | Категория                                           | Получатели             | Результат | Примечания                                            |
| ---- | --------------------------------------------------------- | --------------------------------------------------- | ---------------------- | --------- | ----------------------------------------------------- |
| 2022 | Премья альянса женщин-киножурналистов                     | Лучшая анимационная героиня                         | Келли Мэри Трэн        | Номинация | [ 14 ]                                                |
| 2022 | Энни                                                      | Лучшая озвучку в анимационном полнометражном фильме | Келли Мэри Трэн (Райя) | Номинация | [ 15 ]                                                |
| 2022 | Премия Гавайского общества кинокритиков                   | Лучшая производительность вокала/захвата движения   | Келли Мэри Трэн        | Победа    | [ 16 ]                                                |
| 2022 | Премия NAACP Image                                        | Лучшее выступление в анимации или смешанных СМИ     | Келли Мэри Трэн        | Номинация | 2022 Премия Ассоциации кинокритиков Северной Каролины |
| 2021 | Премия Ассоциации кинокритиков Вашингтона, округ Колумбия | Лучшее озвучивание                                  | Келли Мэри Трэн        | Номинация | [ 17 ]                                                |
| 2021 | Премия Круга женщин-кинокритиков                          | Лучшая анимационная героиня                         | Райя                   | Номинация | [ 18 ]                                                |